# Ja Morant
Temetrius Jamel "Ja" Morant (10. august 1999) er amerikansk basketball spiller for the Memphis Grizzlies af the National Basketball Association (NBA).